# Вирий Непоциан (консул 336 года)
Ви́рий Непоциа́н (лат. Virius Nepotianus) — государственный деятель Римской империи первой половины IV века, консул 336 года.

## Биография
Предположительно, его предком был консул 301 года Вирий Непоциан. Факты его биографии неизвестны, кроме сообщения одного агиографического текста (датируемого V веком), в котором некий Непоциан называется командующим во Фригии вместе с некими Герпилоном и Урсом (под которым понимается Флавий Урс, консул 338 года). В 336 году Непоциан занимал должность ординарного консула вместе с Теттием Факундом. Судя по имени, он был родственником римского узурпатора 350 года Непоциана, возможно, его отцом. Если это так, то его женой была Евтропия, сестра Константина I.